# Maximilien-Henri de Bavière
Maximilian Heinrich von Bayern, connu en français sous le nom de Maximilien-Henri de Bavière, né le 8 octobre 1621 à Munich et mort le 3 juin 1688 à Bonn, petit-fils du duc Guillaume V de Bavière et de Renée de Lorraine, fils d'Albert VI, landgrave de Leuchtenberg et Mathilde de Leuchtenberg, fut de 1650 à 1688 prince-archevêque-électeur de Cologne de par la coadjution de son oncle et prédécesseur, Ferdinand de Bavière. Il obtint aussi successivement les diocèses de Hildesheim, de Liège et de Münster.

## Biographie
Il eut un rôle actif et essentiel lors de la Guerre de Trente Ans, qui opposa protestants et catholiques. Il prit naturellement parti pour ces derniers.
Allié de la France, il choisit pour coadjuteur Guillaume-Egon de Furstenberg mais, à sa mort, l'opposition des princes et du clergé allemands qui ne pouvaient admettre qu'un agent de la France devint prince-électeur empêcha ce dernier d'accéder à l'archiépiscopat et ce fut un prince-évêque hostile à la France, Jean-Louis d'Elderen, qui fut élu. Cependant, à la mort de d'Elderen, un autre membre de la Maison de Wittelsbach, Joseph-Clément de Bavière, devint archevêque et électeur de Cologne et prince-évêque de Liège.
Financièrement, à Liège, il relança les ducatons (pièces d'argent). Leur valeur d'époque : 5 florins Brabant-Liège. Certains sont à son effigie.